# Parallaxis tessellata
Parallaxis tessellata är en insektsart som beskrevs av Mcatee 1926. Parallaxis tessellata ingår i släktet Parallaxis och familjen dvärgstritar. Utöver nominatformen finns också underarten P. t. mendica.